# Limnodromus
A Limnodromus a madarak osztályának lilealakúak (Charadriiformes) rendjébe és a szalonkafélék (Scolopacidae) családjába tartozó nem.

## Rendszerezésük
A nemet Maximilian zu Wied-Neuwied német herceg, felfedező és természettudós írta le 1833-ban, az alábbi fajok tartoznak ide:
- rövidcsőrű cankógoda (Limnodromus griseus)
- hosszúcsőrű cankógoda (Limnodromus scolopaceus)
- ázsiai cankógoda (Limnodromus semipalmatus)

## Előfordulásuk
Két faj Amerikában, egy Ázsiában honos. Természetes élőhelyeik a mérsékelt övi gyepek, mocsarak, tavak, folyók és patakok környékén, valamint tengerpartok. Vonuló fajok.

## Megjelenésük
Testhosszuk 24-29 centiméter körüli.